# Liste Marjan Šarec
Die Liste Marjan Šarec (slowenisch Lista Marjana Šarca, Abkürzung LMŠ) war eine 2014 gegründete sozialliberale Partei in Slowenien und Mitglied der ALDE. Im Juli 2022 ging sie in der Freiheitsbewegung auf. Ihr einziger Vorsitzender war Marjan Šarec.

## Geschichte
Im Zuge seiner Ambitionen um das Bürgermeisteramt der Gemeinde Kamnik gründete der Schauspieler und Comedian Šarec in 2014 die Partei ursprünglich als Lista Marjana Šarca – Naprej Kamnik (Vorwärts Kamnik). Sie war jedoch nur auf lokaler Ebene aktiv.
Nach der Niederlage in der Stichwahl um die Wahl des Präsidenten in 2017 gegen Borut Pahor und der Erklärung der Eintritts in parlamentarische Politik führte die Partei nach den Umfragewerten. Bei der darauf folgenden Wahl zur Nationalversammlung am 3. Juni 2018 wurde sie die zweitgrößte Fraktion. Von 2018 bis 2020 stellte sie im Kabinett Šarec den Ministerpräsidenten.
Die Partei trat der Allianz der Liberalen und Demokraten für Europa (Partei) am 9. November 2018 bei.
Bei der Parlamentswahl im Juli 2022 verpasste die Partei die Vier-Prozent-Hürde. Die Partei wurde dennoch am Kabinett Golob beteiligt. Drei Monate später fusionierte sie mit dem großen Koalitionspartner, der Freiheitsbewegung.

## Wahlerfolge

### Wahl zur Staatsversammlung
| Wahljahr | Parteivorsitzender | Stimmen | %               | Sitze | ±   | Regierungsbeteiligung       |
| -------- | ------------------ | ------- | --------------- | ----- | --- | --------------------------- |
| 2018     | Marjan Šarec       | 112.250 | 12,6 (2. Platz) | 13/90 | +13 | Regierungsfraktion 2018–20  |
| 2018     | Marjan Šarec       | 112.250 | 12,6 (2. Platz) | 13/90 | +13 | Oppositionsfraktion 2020–22 |
| 2022     | Marjan Šarec       | 44.401  | 3,72 (6. Platz) | 0/90  | -14 |                             |

### Wahl zum Europäischen Parlament
| Election | Vorsitz      | Stimmen | %               | Sitze | ±  |
| -------- | ------------ | ------- | --------------- | ----- | -- |
| 2019     | Irena Joveva | 73.480  | 15,6 (3. Platz) | 2/8   | +2 |

### Präsidentschaftswahl
| Wahljahr | Kandidat     | 1. Wahlgang | 1. Wahlgang | Stichwahl | Stichwahl | Resultat   |
| Wahljahr | Kandidat     | Stimmen     | %           | Stimmen   | %         | Resultat   |
| -------- | ------------ | ----------- | ----------- | --------- | --------- | ---------- |
| 2017     | Marjan Šarec | 186.235     | 24,76       | 334.239   | 46,91     | Niederlage |